# Wheeler (Oregon)
Wheeler – miasto w Stanach Zjednoczonych, w stanie Oregon, w hrabstwie Tillamook.